# Lista zabytków w Żurrieq
To jest lista zabytków w miejscowości Żurrieq na Malcie, które są umieszczone na liście National Inventory of the Cultural Property of the Maltese Islands.

## Lista
| Nazwa zabytku                                                        | Lokalizacja                                              | Współrzędne                                   | Nr na liście NICPMI | Zdjęcie |
| -------------------------------------------------------------------- | -------------------------------------------------------- | --------------------------------------------- | ------------------- | ------- |
| Nisza św. Józefa                                                     | Triq il-Belt Valletta / Triq Dun Ġużepp Barbara          | 35°50′26,2″N 14°28′38,1″E/35,840614 14,477238 | 01253               |         |
| Nisza Niepokalanego Poczęcia                                         | "Farmhouse Immaculate Conception", Triq il-Belt Valletta | 35°50′09,1″N 14°28′31,6″E/35,835860 14,475446 | 01254               |         |
| Statua św. Józefa (maj 2024 - statua usunięta)                       | 84 Triq Santa Katarina / Triq L-Imqabba                  | 35°49′55,8″N 14°28′26,7″E/35,832174 14,474092 | 01255               |         |
| Medalion św. Antoni                                                  | 107 Triq Santa Katarina                                  | 35°49′55,3″N 14°28′27,3″E/35,832035 14,474240 | 01256               |         |
| Nisza Świętej Rodziny                                                | 157 Triq Santa Katarina                                  | 35°49′52,4″N 14°28′28,4″E/35,831211 14,474547 | 01257               |         |
| Nisza św. Katarzyny                                                  | Triq Santa Katarina / Triq San Bartilmew                 | 35°49′52,0″N 14°28′28,8″E/35,831108 14,474670 | 01258               |         |
| Nisza św. Rocha                                                      | Trejqet Santa Katarina                                   | 35°49′51,4″N 14°28′29,0″E/35,830954 14,474719 | 01259               |         |
| Kościół parafialny pw. św. Katarzyny                                 | Misraħ ir-Repubblika                                     | 35°49′49,8″N 14°28′30,8″E/35,830512 14,475212 | 01260               |         |
| Pusta nisza                                                          | Triq Santa Katarina / Misraħ ir-Repubblika               | 35°49′50,9″N 14°28′29,5″E/35,830817 14,474853 | 01261               |         |
| Nisza Matki Bożej z Góry Karmel                                      | Misraħ ir-Repubblika                                     | 35°49′49,3″N 14°28′29,1″E/35,830352 14,474737 | 01262               |         |
| Statua św. Katarzyny                                                 | Misraħ ir-Repubblika                                     | 35°49′48,9″N 14°28′30,3″E/35,830257 14,475082 | 01263               |         |
| Nisza św. Michała Archanioła                                         | 16 Triq San Mikiel / Triq L-Iben il-Ħali                 | 35°49′47,4″N 14°28′32,3″E/35,829829 14,475651 | 01264               |         |
| Nisza św. Józefa                                                     | 38 Triq San Mikiel                                       | 35°49′44,9″N 14°28′33,6″E/35,829140 14,475990 | 01265               |         |
| Nisza św. Katarzyny                                                  | "Santa Katarina", 75 Triq San Mikiel                     | 35°49′42,1″N 14°28′34,2″E/35,828358 14,476173 | 01266               |         |
| Pusta nisza                                                          | Triq Bubaqra                                             | 35°49′37,0″N 14°28′37,5″E/35,826933 14,477072 | 01267               |         |
| Statua Wniebowzięcia                                                 | Misraħ Santa Marija                                      | 35°49′28,3″N 14°28′40,8″E/35,824539 14,477999 | 01268               |         |
| Nisza św. Józefa                                                     | 5-6 Triq San Iljun                                       | 35°49′27,4″N 14°28′43,7″E/35,824288 14,478799 | 01269               |         |
| Kaplica św. Leona                                                    | Triq Santa Marija / Triq San Iljun (cmentarz Bubaqra)    | 35°49′26,6″N 14°28′46,9″E/35,824051 14,479698 | 01270               |         |
| Kościół Wniebowzięcia Matki Bożej                                    | Triq Santa Marija / Triq Maria Farruġ                    | 35°49′31,2″N 14°28′46,7″E/35,825327 14,479625 | 01271               |         |
| Kościół św. Agaty                                                    | Triq Ħal-Far / Triq Sant’Agata                           | 35°49′45,2″N 14°28′56,5″E/35,829219 14,482350 | 01272               |         |
| Nisza św. Józefa                                                     | 5 Triq Ħal-Far                                           | 35°49′43,8″N 14°28′58,9″E/35,828825 14,483016 | 01273               |         |
| Nisza Matki Bożej z Góry Karmel                                      | 43/45 Triq San Martin                                    | 35°49′46,5″N 14°28′38,1″E/35,829578 14,477253 | 01274               |         |
| Nisza św. Katarzyny                                                  | "Arc en Ciel", 36 Triq San Martin                        | 35°49′46,3″N 14°28′38,0″E/35,829539 14,477210 | 01275               |         |
| Nisza Najświętszego Serca Jezusa                                     | 68 Triq San Martin                                       | 35°49′46,3″N 14°28′36,1″E/35,829527 14,476708 | 01276               |         |
| Nisza Matki Bożej z Góry Karmel                                      | 51 Triq San Bartilmew                                    | 35°49′53,5″N 14°28′32,4″E/35,831532 14,475673 | 01277               |         |
| Nisza św. Jeremiasza                                                 | 9 Triq it-Tjieba                                         | 35°49′52,7″N 14°28′36,0″E/35,831309 14,476679 | 01278               |         |
| Pusta nisza                                                          | 62 Triq il-Karmnu                                        | 35°49′52,6″N 14°28′37,4″E/35,831286 14,477051 | 01279               |         |
| Nisza św. Pawła                                                      | 66/68 Triq il-Karmnu                                     | 35°49′52,8″N 14°28′37,6″E/35,831324 14,477125 | 01280               |         |
| Nisza św. Józefa                                                     | 141 Triq San Bartilmew                                   | 35°49′57,0″N 14°28′45,4″E/35,832499 14,479265 | 01281               |         |
| Nisza św. Pawła                                                      | Triq San Bartilmew / Triq San Pawl                       | 35°49′56,7″N 14°28′44,2″E/35,832429 14,478958 | 01282               |         |
| Kaplica św. Andrzeja                                                 | Triq iż-Żurrieq, Safi / Triq Sant’Andrija, Safi          | 35°49′55,4″N 14°28′49,7″E/35,832052 14,480473 | 01283               |         |
| Nisza św. Michała Archanioła                                         | 119 Triq San Bartilmew                                   | 35°49′54,9″N 14°28′38,9″E/35,831915 14,477467 | 01284               |         |
| Nisza św. Katarzyny                                                  | 94 Triq San Bartilmew                                    | 35°49′54,5″N 14°28′38,0″E/35,831811 14,477216 | 01285               |         |
| Nisza św. Pawła                                                      | 92 Triq San Bartilmew                                    | 35°49′54,5″N 14°28′37,8″E/35,831802 14,477154 | 01286               |         |
| Kościół św. Bartłomieja                                              | 80 Triq San Bartilmew                                    | 35°49′53,9″N 14°28′36,6″E/35,831652 14,476837 | 01287               |         |
| Krzyż                                                                | Triq il-Kbira / Sqaq il-Fjuri                            | 35°49′47,2″N 14°28′26,8″E/35,829780 14,474098 | 01288               |         |
| Kościół św. Jakuba                                                   | 45 Triq il-Kbira                                         | 35°49′46,8″N 14°28′25,7″E/35,829672 14,473805 | 01289               |         |
| Nisza św. Józefa                                                     | Triq L-Inġiniera                                         | 35°49′45,4″N 14°28′20,0″E/35,829268 14,472215 | 01290               |         |
| Nisza św. Józefa                                                     | 63 Triq il-Ħaddiema                                      | 35°49′47,7″N 14°28′18,4″E/35,829906 14,471787 | 01291               |         |
| Nisza św. Katarzyny                                                  | 53 Triq il-Ħaddiema                                      | 35°49′48,5″N 14°28′18,7″E/35,830138 14,471872 | 01292               |         |
| Statua św. Mikołaja z Bari                                           | Triq il-Ħaddiema / Triq il-Qrendi                        | 35°49′50,5″N 14°28′20,9″E/35,830686 14,472469 | 01293               |         |
| Nisza Niepokalanego Poczęcia                                         | "Palazzo Armeria", 35 Triq il-Ħaddiema                   | 35°49′50,1″N 14°28′21,0″E/35,830579 14,472502 | 01294               |         |
| Nisza Matki Bożej z Góry Karmel                                      | Triq L-Armerija / Misraħ Mattia Preti                    | 35°49′50,3″N 14°28′24,0″E/35,830646 14,473343 | 01295               |         |
| Nisza św. Jana Chrzciciela                                           | Triq Wied Babu                                           | 35°49′40,2″N 14°28′03,9″E/35,827844 14,467760 | 01297               |         |
| Nisza Matki Boskiej Bolesnej                                         | 32 Triq il-Warda / Sqaq il-Fniek                         | 35°49′43,6″N 14°28′15,1″E/35,828778 14,470864 | 01298               |         |
| Nisza Matki Bożej z Góry Karmel                                      | 85 Triq il-Ħaddiema                                      | 35°49′45,7″N 14°28′17,4″E/35,829358 14,471513 | 01299               |         |
| Nisza Matki Bożej Różańcowej                                         | 13 Triq San Leopoldu                                     | 35°49′43,3″N 14°28′17,1″E/35,828705 14,471405 | 01300               |         |
| Nisza św. Anny                                                       | 437 Triq il-Kbira / Sqaq                                 | 35°49′44,8″N 14°28′21,1″E/35,829116 14,472535 | 01301               |         |
| Nisza Matki Bożej z Góry Karmel                                      | 6 Triq il-Fjuri                                          | 35°49′42,3″N 14°28′18,1″E/35,828407 14,471703 | 01302               |         |
| Statua Najświętszego Serca Jezusa                                    | "St. Theresa Home", 37 Triq il-Kunċizzjoni               | 35°49′31,6″N 14°28′15,8″E/35,825447 14,471052 | 01303               |         |
| Nisza Matki Bożej z Góry Karmel                                      | 20 Triq il-Kunċizzjoni                                   | 35°49′31,7″N 14°28′15,0″E/35,825465 14,470831 | 01304               |         |
| Kościół Niepokalanego Poczęcia Najświętszej Maryi Panny "ta’ Nigret" | Triq il-Kunċizzjoni                                      | 35°49′31,4″N 14°28′15,5″E/35,825395 14,470976 | 01305               |         |
| Nisza Matki Bożej z Lourdes                                          | "Exodus", 14 Triq il-Kunċizzjoni                         | 35°49′32,1″N 14°28′15,4″E/35,825591 14,470942 | 01306               |         |
| Kaplica Zwiastowania Pańskiego                                       | Triq iż-Żurrieq, Ħal Millieri                            | 35°50′21,2″N 14°28′15,5″E/35,839218 14,470979 | 01307               |         |
| Kaplica św. Jana Ewangelisty                                         | Triq iż-Żurrieq, Ħal Millieri                            | 35°50′23,8″N 14°28′15,0″E/35,839955 14,470826 | 01308               |         |
| Pusta nisza                                                          | 55 Triq il-Karmnu                                        | 35°49′51,8″N 14°28′35,7″E/35,831057 14,476592 | 01309               |         |
| Nisza Matki Bożej z Góry Karmel                                      | 30 Triq il-Karmnu                                        | 35°49′50,4″N 14°28′34,0″E/35,830660 14,476109 | 01310               |         |
| Wieża Wardija                                                        | Triq L-Iskulturi Fabri                                   | 35°49′09,5″N 14°28′23,2″E/35,819295 14,473107 | 1386                |         |
| Wieża Bubaqra                                                        | Triq it-Torri / Triq Nardu Sacco                         | 35°49′30,6″N 14°28′33,1″E/35,825177 14,475851 | 1432                |         |